# Găzărie, Bacău
Găzărie (în trecut, Gârlele și Gârlele Găzăriei) este o localitate componentă a municipiului Moinești din județul Bacău, Moldova, România.